# Храм Георгия Победоносца (Плоешти)
Церковь Георгия Победоносца (рум. Biserica „Sfântul Gheorghe”) — православный храм в городе Плоешти, южная Румыния. Исторический памятник с номером PH-II-m-A-16269.
Находится на бульваре Независимости, который соединяет центральную площадь города с железнодорожным вокзалом.
По данным некоторых приходских архивов, первый деревянный храм на этом месте был построен в 1600 году и освящён во имя Всех Святых. В первой половине XVII века купец Георгий Тюдор-Семингиу построил новый кирпичный храм, освящённый во имя Георгия Победоносца.
В XIX веке храм был сочтён маленьким для большого числа населения, и в 1830 году началось строительство новой церкви. 27 декабря 1832 года храм был освящён. В 1877 году была проведена реконструкция на средства городской администрации. 5 мая 1944 года на церковь упала бомба, сброшенная американским самолётом, причинив храму большой ущерб. Впоследствии храм был восстановлен и повторно освящён 23 марта 1946 года. 4 марта 1977 года храм пострадал от землетрясения.